# Ханс VII фон дер Шуленбург

Ханс VII фон дер Шуленбург (на немски: Hans VII Graf fon der Schulenburg; * пр. 1530; † сл. 1555) е граф от „Черната линия“ на благородническия род фон дер Шуленбург.
Той е син на граф Йоахим I фон дер Шуленбург († 1549) и съпругата му Луция фон Квитцов. Внук е на „кнапе“ (оръженосец, носач на щит) Ханс IV фон дер Шуленбург († сл. 1503) и Елизабет фон Бодендик († сл. 1500). Правнук е на Вернер VIII фон дер Шуленбург († 1447/1448) и Барбара фон Есторф. Потомък е на рицар Дитрих II фон дер Шуленбург († 1340), който е син на рицар Вернер II фон дер Шуленбург († сл. 1304).
През 14 век синовете на Вернер II фон дер Шуленбург разделят фамилията в Алтмарк на две линии, рицар Дитрих II (1304 – 1340) основава „Черната линия“, по-малкият му брат рицар Бернхард I († сл. 1340) основава „Бялата линия“. Днес родът е от 22. генерация.

## Фамилия
Ханс VII фон дер Шуленбург се жени за Анна фон Пен. Те имат пет деца:
- Йоахим III фон дер Шуленбург († 1555/1568), женен за Маргарета Кнютер
- Георг VIII фон дер Шуленбург († 1597/сл. 1598)
- Вернер XVIII фон дер Шуленбург (1547 – 1608), женен за Армгард фон Алвенслебен († 1631)
- Кристоф IV фон дер Шуленбург († сл. 1616)
- Рикса фон дер Шуленбург († 1593), омъжена за граф Антон II фон дер Шуленбург (1535 – 1593) от „Бялата линия“